# 11月のアルカディア
『11月のアルカディア』（11がつのあるかでぃあ）は、2015年3月27日にLevoLより発売された18禁美少女アドベンチャーゲーム。

## あらすじ
本州から遠く離れた南海の孤島である累世島（るいせいとう）を舞台として街の中心にある学園が創設祭を迎える10月は、街全体がハロウィンの装いとなる。学園には “すべての願いを叶える” とされる宝石が保管されていてそれが展示される創設祭の日、宝石の強奪を目論む輩から主人公達の所属する自警団が守る。自警団のメンバーは超常的な力 -異能- をもって宝石を守ろうとするが、その中で主人公だけは違う目的で自警団にいた。

## 登場人物
有坂 拓翔 （ありさか たくと）　
声 - 雨野晴
本作の主人公。4週間が経過すると自動的に 3日前に時間が巻き戻る『強制逆行 −タイムリターン−』の異能の使い手。
野々宮 楓花 （ののみや ふうか）
声 - 藤森ゆき奈
その身を狼に変化させ、五感や身体能力を大幅に向上させる『人狼化 −ウェアウルフ−』の異能の使い手。
三刀屋 瀬奈 （みとや せな）
声 - 桃井穂美
閃きを強化し頭の回転を良くする『第六感 −シックスセンス−』の異能の使い手。
星崎 心音 （ほしざき ここね）
声 - 桜川未央
“11月”の先代団長を務めていた。 周囲の大気を自由自在に操る『風力操作 −エアクラフト−』の異能の使い手。
羽鳥 愛瑠 （はとり あいる）
声 - 卯衣
おっとりした印象で、表情の変化が乏しい女の子。所有する異能の詳細は不明 。